# Killer Instinct (videójáték, 2013)
A Killer Instinct egy verekedős videójáték, a Killer Instinct sorozat harmadik része, amelyet a Double Helix Games, az Iron Galaxy és a Rare fejlesztett Ken Lobb vezetésével, és a Microsoft Studios adott ki, valamint 2013-ban jelent meg Xbox One-ra ingyenes játékként. A játék a sorozat újraindítása, bár a Killer Instinct és a Killer Instinct 2 egyes cselekményelemeit megtartották. A játék fejlesztésében olyan személyek vesznek részt, akiknek mind a fejlesztői, mind a versenyzői oldalon van múltjuk a verekedős játékokban. Pozitív kritikákat kapott a mechanikája és a motorja tekintetében, de kritizálták a kezdeti tartalomhiány miatt. A második idényt a karakterek 2014 és 2015 között jelentették meg. Egy harmadik idény, valamint a játék Windows 10-re való portolása 2016-ban jelent meg.

## Játékmenet
A Killer Instinct játékmenete megtartja a hagyományos combo-alapú mechanikát. A kombók alapelemei a következők: Openers, speciális támadások, amelyek a kombókat indítják; Auto-Doubles, a speciális támadásokat követő gombnyomások, amelyek automatikus találatsorozatokat hoznak létre; Linkers, amelyek több auto-doubles összekapcsolásához szükségesek; Enders, egy szekvencia, amely a kombót megnövelt sebzéssel zárja le; és Manuals, a hagyományos kombóstruktúrán kívül beírt támadási láncok. A korábbi címekhez hasonlóan a játékosok az ellenfelüket egy Ultra Combo, egy automatikus támadássorozat segítségével végezhetik el, amely csak a mérkőzés befejezéséhez használható. A második évad később hozzáadta a Stage Ultrákat, a környezeti befejező mozdulatokat, amelyeket meghatározott szakaszokon lehet kiváltani. A játékban visszatérnek a Combo Breakerek is, olyan támadások, amelyek megfelelő végrehajtás esetén megszakíthatják az ellenfél kombóját, valamint újdonság a Counter Breakerek, amelyek kiiktathatják az ellenfél Combo Breakerét, miközben a karaktert sebezhetővé teszik, ha nem megfelelően hajtják végre. Azok a játékosok, akiknek nem sikerül a Combo Breaker kísérletük, vagy akiket Counter Breakerrel támadnak, Lockout állapotba kerülnek, ami megakadályozza, hogy újabb Breakerrel próbálkozzanak három másodpercig, vagy amíg a kombó véget nem ér. A második szezon frissítésében a Combo Breakerek és Counter Breakerek a levegőben is használhatók, valamint egy "Aerial Recapture" lehetőség, amely lehetővé teszi bizonyos karakterek számára, hogy a levegőben támadják meg az ellenfeleket, és a földre rántsák őket, hogy folytassák kombójukat. A két szegmensből álló mérő lehetővé teszi az "árnyék" mozdulatok használatát, amelyek feljavított találati tulajdonságokkal rendelkeznek, és több sebzést és kombó találatot okozhatnak, bár egyes karakterek mérője másképp működik. Minden karakter használhatja a Shadow Counter technikát blokkolás közben, hogy azonnal árnyéktámadássá váljon.
A Killer Instinct játékmenetének másik újdonsága az "Instinct Mode". A karakter életjelzője alatti másodlagos sáv feltöltésével minden karakter egy korlátozott ideig egyedi fejlesztést válthat ki, például Glacius jégpáncélba burkolózhat, hogy jobban ellenálljon a sebzésnek, vagy Thunder sprintje sérthetetlenné válik és messzebbre juthat. A fejlesztések a karakter játékstílusának kiegészítésére épülnek. Az Instinct Mode segítségével egy kombó közben azonnali megszakítást lehet végrehajtani, valamint visszaállítható a " kiütési érték", egy kombó közben megjelenő mérőszám, amely meghatározza, hogy a kombó milyen közel van ahhoz, hogy a játék automatikusan befejezze. Az Instinct Mode használható egy Ultra Combo megállítására is, hogy azt más mozdulatokhoz vagy akár egy másik Ultrához láncolhassuk, hogy még stílusosabb legyen a befejezés, mint amit egy egyszerű Ultra Combo nyújtani tud. Egy 2017 februári frissítéssel visszatértek a sorozat "Ultimate" támadásai, bizonyos karakterek filmszerű befejező mozdulatai, amelyek Ultra Combo helyett használhatók.
A Killer Instinct egy alapos "Dojo" oktatómóddal rendelkezik, amely nemcsak a Killer Instinct rendszereit ismerteti meg az új játékosokkal, hanem a harcjátékok alapjait is, egészen a közép- és felsőbb szintekig. Egy edzésmódot is tartalmaz, ami egy rögzíthető CPU-bábut, játékbeli képkockaadatokat, valamint megtekinthető ütésdobozokat tartalmaz.

## Cselekmény és karakterek
A játék a sorozat fikciójának újraindítása, bár a korábbi játékok cselekményének számos eleme, mint például egy korábbi Killer Instinct verseny, valamint Jago és Orchid tudása arról, hogy testvérek, megmaradt. Az Arcade mód az első évadban minden karakter számára történet alapú kampányt tartalmaz, amely a Fulgore elleni végső csatában csúcsosodik ki. Bizonyos feltételek teljesítése lehetővé teszi a játékosok számára, hogy a Shadow Jago elleni titkos csatához férjenek hozzá. A második évadban hozzáadták a "Rivals" történetmódot, egy kibővített kampányt, amely az első évad eseményei után folytatódik, több történeti tartalommal és az egyes karakterek egyedi ellenfélsorozataival. A Killer Instinct 2-höz hasonlóan a játék az első szezonban is többféle befejezést tartalmaz a játékos cselekedetei alapján, mindkét sztorimódban több filmes jelenettel. 
A játék huszonkilenc játszható karaktert tartalmaz, huszonnégy karaktert három " évad" tartalma alatt, és öt további karaktert, amelyek kizárólag külön-külön vagy különleges ajánlatok révén szerezhetők be. A névsor tartalmazza a korábbi Killer Instinct-játékok összes játszható karakterét, valamint számos új karaktert és néhány vendégszereplőt más franchise-okból. Az első két évadban minden karakter egy-egy pályát kapott, míg a harmadik évadban már csak négy pálya került hozzá.

### Első szezon
- Jago - Killer Instinct (1994): Jago hitválságban szenved, miután kiderült, hogy az őt irányító Tigrisszellem valójában Gargos volt, és most megpróbálja megtisztítani magát Gargos maradványaitól.

- Sabrewulf - Killer Instinct (1994): Sabrewulf majdnem teljesen átengedte magát vad oldalának, és kitépte kibernetikus implantátumait, karjait sötét mágiák segítségével állította helyre, és függővé vált az e folyamat során használt gyógyszerek és ereklyék iránt.

- Glacius – Killer Instinct (1994): Glacius azért szállt le a Földön, hogy visszaszerezze idegen technológiáját, mielőtt az rossz kezekbe kerülne, miközben azt a tolvajt is keresi, aki a leszállás után ellopta a hajója energiamagját.

- Thunder – Killer Instinct (1994): Miután megtudta, hogy testvérét, Eagle-t megölték az első Killer Instinct versenyen, de nem tudja, hogyan és miért, Thunder megpróbálja megtalálni Eagle maradványait, hogy végre lezárhassa az ügyet.

- Sadira – Killer Instinct (2013): Sadira és bérgyilkosai az ARIA megbízásából levadásszák és megölik a Killer Instinct bajnokság korábbi versenyzőit. ARIA azt is megmondja neki, hogy "készítse elő az utat" Glacius energiamagjának elvételével és egy dimenzióhasadék megnyitásával.

- Orchid – Killer Instinct (1994): Miután az ügynöksége kitagadta, Orchid Kelet-Európába emigrál, hogy lázadócsoportot alapítson, és teljes mértékben elkötelezi magát az UltraTech leleplezése és megsemmisítése mellett.

- Spinal – Killer Instinct (1994): Az Ősök Maszkja nevű ereklye által feltámasztott Spinal meg akarja találni a maszkot, hogy eltávolíthassa a halhatatlanságát okozó átkot, és végre békében nyugodhasson.

- Fulgore – Killer Instinct (1994): Egy új Fulgore prototípust építenek, hogy megvédje az UltraTech-et az ellenségeitől, de az emberi elme maradék emlékei miatt, amelyeket a megépítéséhez használtak, öntudatra kezd ébredni.

- Shadow Jago – Killer Instinct (2013): Jago baljós változata Omen megszállása alatt van, aki később saját lényként jelenik meg, és Gargos kegyenceként tevékenykedik.

### Második szezon
- T.J. Combo – Killer Instinct (1994): Miután elvesztette kibernetikus implantátumait, és a nyilvánosság megvetette, miután azok lelepleződtek, T.J. bosszút akar állni az UltraTech-en, és ki akarja érdemelni a megváltást.

- Maya – Killer Instinct 2 (1996): Miután UltraTech támadása rejtett városa ellen kiirtja klánját, és szabadon engedi Kan-Rát, Maya elindul, hogy egyszer s mindenkorra elpusztítsa őt.

- Kan-Ra – Killer Instinct (2013): Az Éjjeli Őrség városa elleni támadás során fogságából kiszabadult Kan-Ra most arra törekszik, hogy visszaszerezze hatalmát és uralja a világot.

- Riptor – Killer Instinct (1994): Az Ultratech egy új, kibernetikával kiegészített és Riptor által vezetett Stalker-egységsorozatot fejlesztett ki, amely a Fulgore-vonaluk számára nem megfelelő körülmények között működik.

- Omen – Killer Instinct (2013): A Jago testében eltöltött időnek köszönhetően Omen most már képes megnyilvánulni a halandó síkon, és igyekszik bejelenteni mestere, Gargos visszatérését, elpusztítva mindenkit, aki ellenük fordul.

- Aganos – Killer Instinct (2013): Aganos, akinek évezredekkel ezelőtt az volt a feladata, hogy megtalálja és megölje Kan-Rát, továbbra is üldözi őt, remélve, hogy egy napon teljesítheti mestere utolsó kérését.

- Hisako – Killer Instinct (2013): Amikor UltraTech meggyalázza a sírját, Hisako szelleme újra feléled, és bosszút áll azokon, akik megzavarták a nyugalmát.

- Cinder – Killer Instinct (1994): Amikor rajtakapják, hogy megpróbálja ellopni az Ultratech titkait, Ben Ferris kénytelen az ARIA szolgálatába állni, és átváltozik a félig idegen Cinderré.

- ARIA – Killer Instinct (2013): Az ARIA úgy gondolja, hogy az emberiség gyengévé és sebezhetővé vált, ezért úgy dönt, hogy minden szükséges eszközzel kikényszeríti az emberi evolúciót.

### Harmadik szezon
- Rash - Killer Instinct (2013): A Battletoads franchise vendégszereplője. Egy antropomorf békalény, aki képes átalakítani a testét, hogy kárt tegyen.[1]

- Kim Wu – Killer Instinct 2 (1996): Kim Wu, akit családja őrző sárkányszelleme választott ki, felveszi szertartásos nunchakut, és edz, hogy felkészüljön Gargos inváziójára.[6]

- Arbiter - Killer Instinct (2013): A Halo sorozat vendégszereplője. A Sangheili faj büszke harcosa.[7]

- Tusk – Killer Instinct 2 (1996): Az évezredekkel ezelőtt halhatatlanságot kapott Tuskot az istenek azzal bízták meg, hogy állítsa meg Gargost.[6]

- Mira – Killer Instinct (2013): A vámpírrá változtatott Mirának az a feladata, hogy visszaszerezzen egy ereklyét, amely segít Gargos visszatérésében.[8]

- Gargos – Killer Instinct 2 (1996)[9]

- General RAAM – Killer Instinct (2013)[10]

- Eyedol – Killer Instinct (1994): Eyedol volt az egyetlen, aki veszélyt jelentett Gargosra, mielőtt megölték, Kan-Ra feltámasztja, de túl erősnek bizonyul ahhoz, hogy irányítani tudja.[11]

## Fordítás
- Ez a szócikk részben vagy egészben  a   Killer Instinct (2013 video game) című angol Wikipédia-szócikk fordításán alapul.  Az eredeti cikk szerkesztőit annak laptörténete sorolja fel. Ez a jelzés csupán a megfogalmazás eredetét és a szerzői jogokat jelzi, nem szolgál a cikkben szereplő információk forrásmegjelöléseként.